# Nasir al-Din Muhammad Shah III
Nāṣir al-Dīn Muḥammad Shāh (in persiano ناصر الدين ﻣﺤﻤﺪ شاه‎; fl. XIV secolo) fu figlio del Sultano Fīrūz Shāh Ṭughlāq e apparteneva alla dinastia Ṭughlāq che governava il Sultanato di Delhi.
Quando Abū Bakr Shāh Ṭughlāq divenne Sultano a Delhi, Muḥammad Shāh e suo zio lo contrastarono e lottarono contro Abū Bakr per il trono del Sultanato. Infine Abū Bakr fu sconfitto e Muḥammad Shāh gli succedette, regnando dal 1390 al 1394, quando morì per malattia.